# 多语言用户界面
多语言用户界面（Multilingual User Interface，MUI）是微软的一种技术，允许在一个软件上安装多种语言，用户可以自主选择一种语言用于用户界面显示。MUI从Windows 2000开始使用。它是一项国际专利“Multilingual User Interface for an Operating System”。发明人是：Bjorn C. Rettig、Edward S. Miller、Gregory Wilson、Shan Xu。
MUI不同于專門打造的本地化版本，它解決了在同一份軟體中，顯示各種語言需求的潛在衝突。

## Windows 2000 与 Windows XP
MUI产品只能用于大客户版本，不适用于零售版本。是在英文版之上提供本地化用户体验。

## Windows Vista 与 Windows 7
Windows Vista发展了MUI技术，讓程式可對不同語言的使用者顯示其語言的介面，且语言相关的资源存放在不同的二进制文件中。操作系统的二进制代码与语言资源是分开的。
MUI包适用于Windows Vista企业版与Ultimate Extra版。也适用于 Windows 7企业版与旗舰版。
从Windows Vista开始，MUI API可在開發應用程式時使用。

## Windows 8/8.1/RT 与 Windows 10/11
从8/RT开始，所有版本的Windows可以下载案子所有的语音包。